# Spiral (album de Vangelis)
Pour les articles homonymes, voir Spiral (homonymie).
Albums de Vangelis
La Fête sauvage
(1976) Beaubourg
(1978)

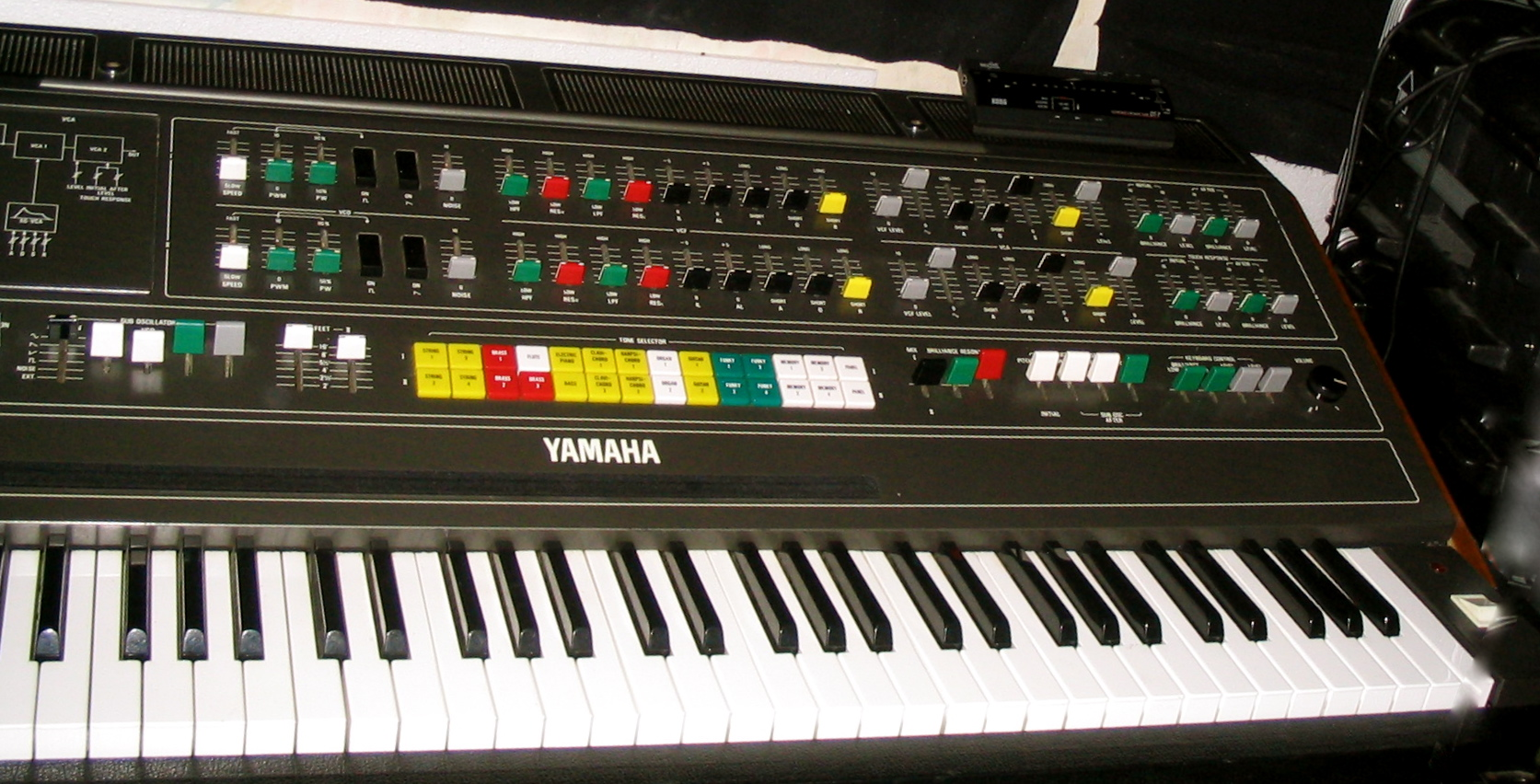
Spiral est le premier album contenant de la musique jouée sur un Yamaha CS-80

Spiral est un album studio du compositeur grec Vangelis, sorti en 1977.

## Historique
Ce troisième album studio publié chez RCA Records marque la première utilisation du Yamaha CS-80,. Ce synthétiseur de près de cent kilogrammes doté de capacités d'expression hors norme lui permettant de rivaliser avec les instruments acoustiques, son clavier étant sensible à la vélocité et à la pression des doigts, deviendra l'instrument de prédilection de Vangelis.
Le titre To The Unknown Man est sorti en 45 tours. Sur certaines éditions européennes figure en face B un morceau inédit intitulé To the Unknown Man (part 2) qui n'est pas présent sur l’album.

## Liste des titres
| 1. | Spiral    | 6:55 |
| 2. | Ballad    | 8:27 |
| 3. | Dervish D | 5:21 |

| 1. | To the Unknown Man | 9:01 |
| 2. | 3+3                | 9:43 |

## Crédits
- Vangelis Papathanassiou : compositeur, synthétiseurs, séquenceur, voix (Ballad), producteur, percussions, claviers[1]
- Keith Spencer-Allen : ingénieur du son
- Marlis Duncklau : assistant-ingénieur
- Jack Wood : conception graphique
- Veronique Skawinska, Michael Plomer : photographies